# 1979 dans le catholicisme
Chronologie du catholicisme
- 1975
- 1976
- 1977
- 1978
- 1979
- 1980
- 1981
- 1982
- 1983

Cet article présente les faits marquants de l'année 1979 dans le catholicisme.

## Évènements
- 25 janvier au 1er février : premier voyage apostolique du pape Jean-Paul II, en République dominicaine, au Mexique et aux Bahamas.
- 4 mars : publication de l'encyclique Redemptor Hominis, première encyclique de Jean-Paul II.
- 29 avril : béatification de Jacques-Désiré Laval.
- 2 au 10 juin : voyage apostolique du pape en Pologne.
- 30 juin : création de 15 cardinaux par Jean-Paul II.
- 5 septembre : première catéchèse du pape sur la Théologie du corps, plus long enseignement jamais donné par un pape sur un même sujet.
- 29 septembre au 8 octobre : voyage apostolique du pape en Irlande et aux États-Unis.
- 16 octobre : publication de l'exhortation apostolique Catechesi Tradendae sur la transmission de la foi.
- 3 novembre : érection du diocèse de Belfort-Montbéliard par la bulle Qui divino concilio du pape Jean-Paul II.
- 28 au 30 novembre : voyage apostolique du pape en Turquie.

## Naissances
- 13 juin : Fredrik Hansen, prélat norvégien, évêque coadjuteur d'Oslo
- 31 octobre : Niña Ruiz Abad, jeune philippine réputée pour sa foi, servante de Dieu († 16 août 1993)

## Décès

### Janvier
- 15 janvier : Jean-Baptiste Urrutia, prélat et missionnaire français, vicaire apostolique de Hué (° 6 novembre 1901)
- 21 janvier : Ramón José Castellano, prélat argentin, archevêque de Córdoba (° 15 février 1903)
- 29 janvier : Reginald Delargey, cardinal néo-zélandais, archevêque de Wellington (° 10 décembre 1914)

### Février
- 9 février : Claude-Constant Flusin, prélat français, évêque de Saint-Claude (° 29 août 1911)

### Mars
- 9 mars : Jean-Marie Villot, cardinal français de la Curie, cardinal-secrétaire d’État (° 11 octobre 1905)
- 23 mars : Henri Hoffmann, prélat et missionnaire français, premier évêque de Djibouti (° 24 septembre 1909)

### Avril
- 10 avril : Paul Benoit, moine bénédictin, organiste et compositeur luxembourgeois (° 9 décembre 1893)

### Juin
- 24 juin : Marc Oraison, prêtre, médecin, psychanalyste et auteur français (° 29 juillet 1914)

### Juillet
- 5 juillet : Joseph Pascher, prêtre, théologien, liturgiste et enseignant allemand (° 26 septembre 1893)
- 6 juillet : Antonio María Barbieri, cardinal uruguayen, archevêque de Montevideo (° 12 octobre 1892)
- 15 juillet : Henri Gillard, prêtre et auteur français ayant popularisé la légende arthurienne (° 30 novembre 1901)
- 16 juillet : James Francis McIntyre, cardinal américain, archevêque de Los Angeles (° 25 juin 1886)

### Août
- 3 août : Alfredo Ottaviani, cardinal italien de la Curie (° 29 octobre 1890)
- 10 août : John Joseph Wright, cardinal américain de la Curie, précédemment évêque auxiliaire de Boston et évêque titulaire d'Égée (de), évêque de Worcester puis de Pittsburgh (° 18 juillet 1909)
- 15 août : Paul Bouque, prélat et missionnaire français, premier évêque de Nkongsamba (° 5 septembre 1896)

### Septembre
- 9 septembre : Joseph Louis Aldée Desmarais (de), prélat canadien, premier évêque d'Amos (° 31 octobre 1891)
- 11 septembre : Ambrozij Senyshyn, prélat gréco-catholique ukrainien, archéparque de Philadelphie des Ukrainiens (° 23 février 1903)
- 15 septembre : Alberto di Jorio, cardinal italien de la Curie (° 18 juillet 1884)
- 16 septembre : Heinrich Tenhumberg, prélat allemand, évêque de Münster (° 4 juin 1915)

### Octobre
- 8 octobre : Joseph Vandor, prêtre salésien, missionnaire à Cuba et vénérable hongrois (° 29 octobre 1909)
- 20 octobre : Wilfrid Corbeil, prêtre, peintre et enseignant canadien (° 20 mars 1893)
- 23 octobre : Antonio Caggiano, cardinal argentin, archevêque de Buenos Aires (° 30 janvier 1889)
- 27 octobre : Charles Coughlin, prêtre et télévangéliste canado-américain (° 25 octobre 1891)

### Novembre
- 24 novembre : Janina Woynarowska, religieuse, infirmière et vénérable polonaise (° 10 mai 1923)

### Décembre
- 9 décembre : Fulton Sheen, prélat et vénérable américain, évêque auxiliaire de New York, "premier télévangéliste" (° 8 mai 1895)
- 13 décembre : Alfred Bengsch, cardinal allemand, évêque de Berlin, précédemment évêque titulaire de Tubia (de) (° 10 septembre 1921)